# European Air Charter
 (novembre 2020).
Bulgarian Air Charter (en Bulgare Българиан еър чартър) est une compagnie aérienne bulgare, dont le siège est à Sofia.

## Historique
La compagnie Bulgarian Air Charter fut fondée en 2000 et commença ses opérations le 14 décembre 2000 en tant que filiale détenue par Aviation Service Group. Elle opère alors des vols pour charter pour des agences de voyages principalement vers l'Autriche, la République Tchèque, l'Allemagne, l'Israël et la Pologne. Ses premiers vols furent opérés par cinq Tupolev Tu-154.
En 2004, les Tupolev furent remplacés par sept McDonnell Douglas MD-82. Sa flotte de McDonnell Douglas MD-82 atteignit jusqu'à douze en 2011. Le premier Airbus A320 fait son entrée dans la flotte en 2015. En 2023, elle compte six Airbus A320.
La compagnie emploie 320 employés, possède ses propres services de maintenance, certifiés pour l'entretien des McDonnell Douglas MD-80 et Airbus A320. Depuis la création de la compagnie, plus de 8,4 millions de passagers ont voyagé avec Bulgarian Air Charter.

## Destinations
La compagnie Bulgarian Air Charter s'est spécialisée dans les vols à destination de l'Europe centrale et du Proche-Orient.

## Flotte
En novembre 2020, la flotte de Bulgarian Air Charter se compose de :
Par le passé, Bulgarian Air Charter a utilisé des Tupolev Tu-154M.

## Galerie

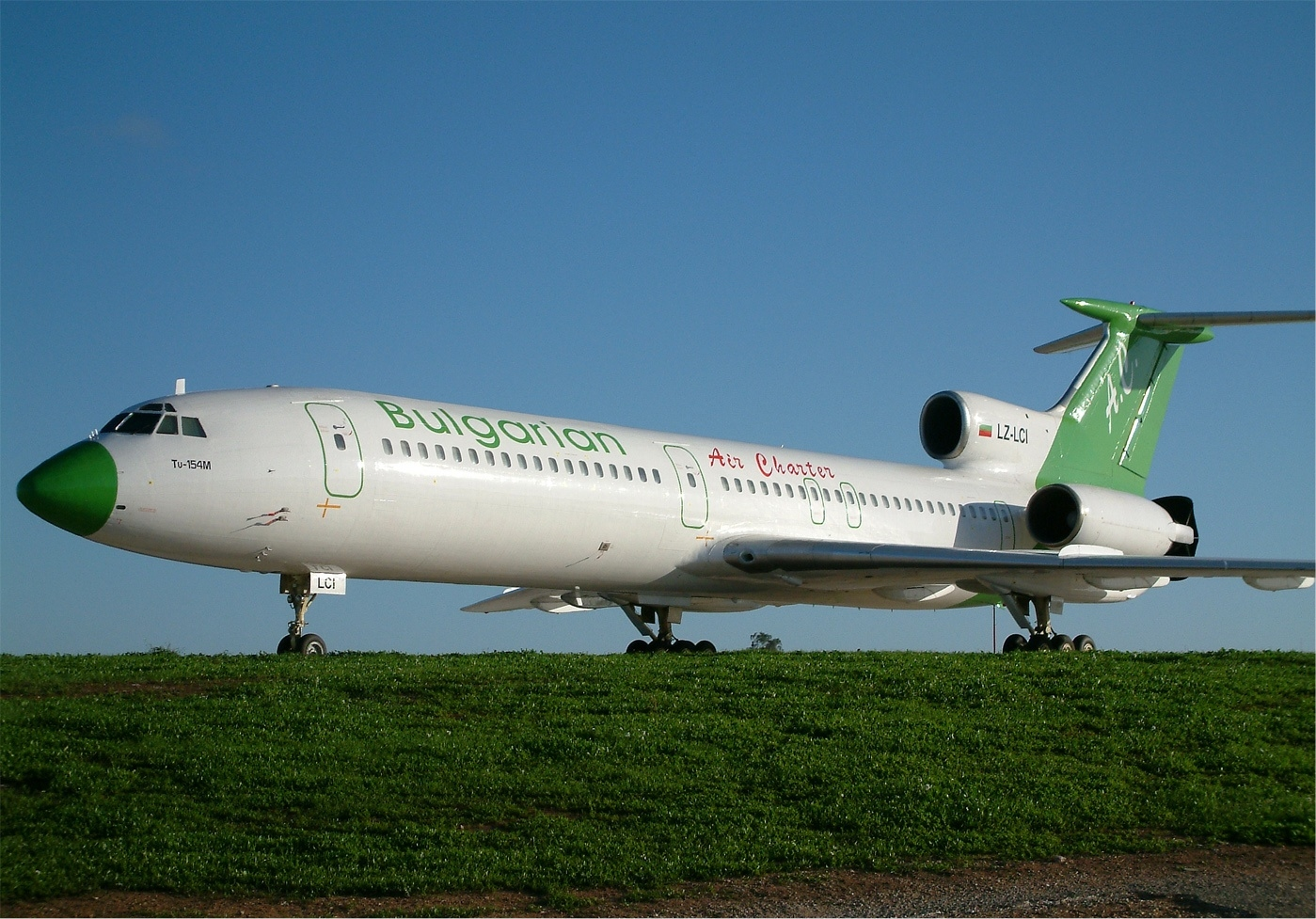
Tupolev Tu-154M de Bulgarian Air Charter (2002)
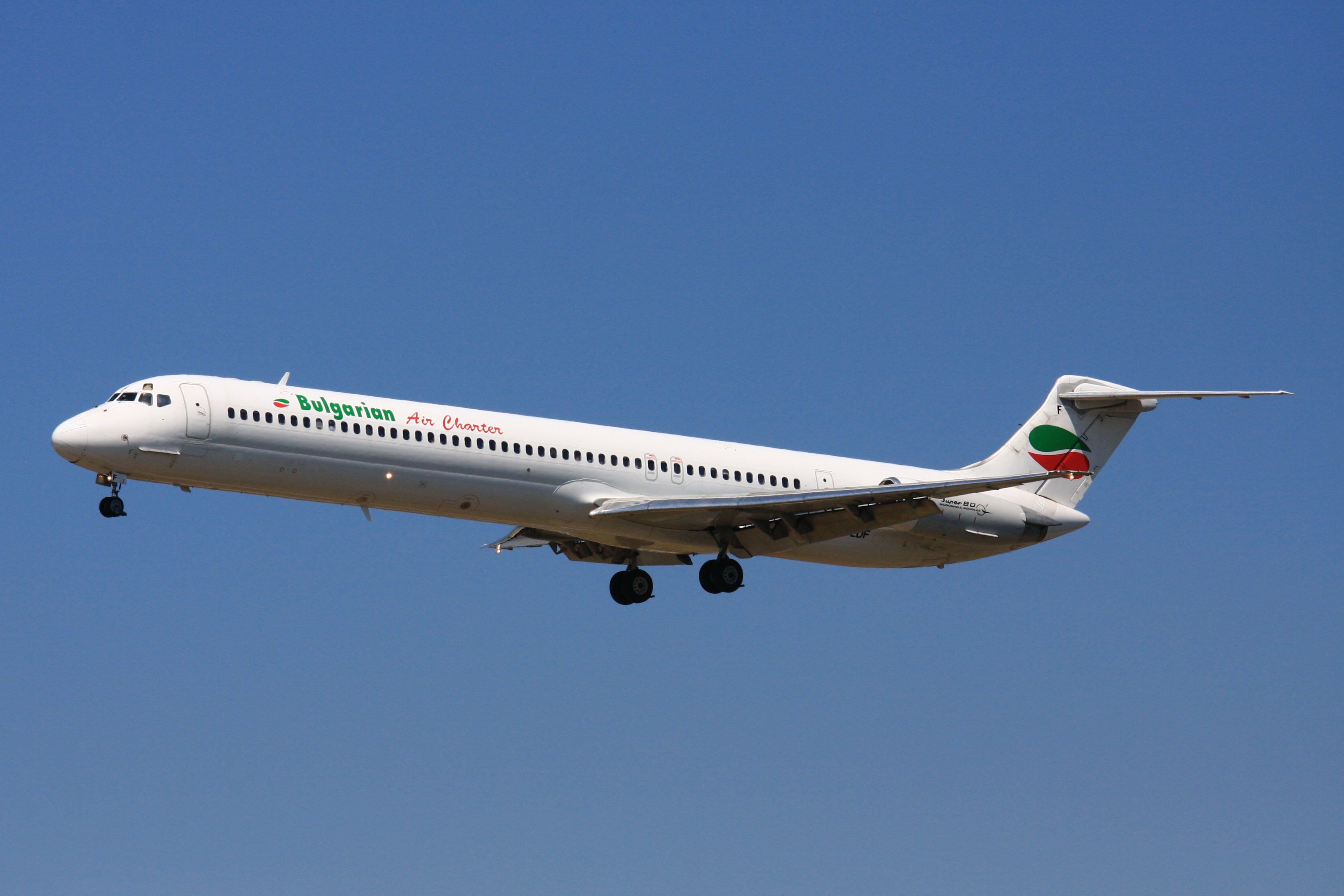
McDonnell Douglas MD-82 de Bulgarian Air Charter (2010)
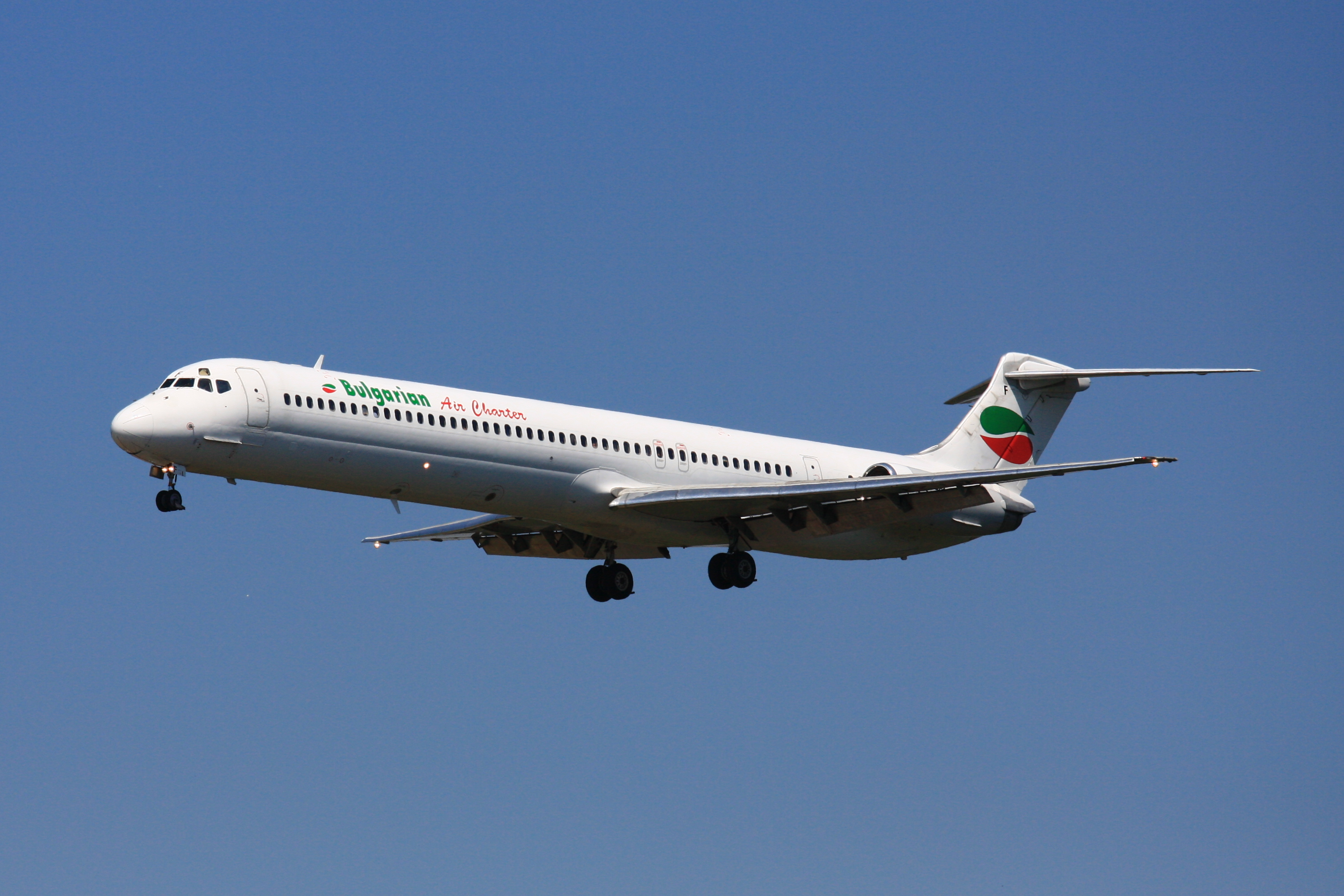
McDonnell Douglas MD-82 de Bulgarian Air Charter (2010)
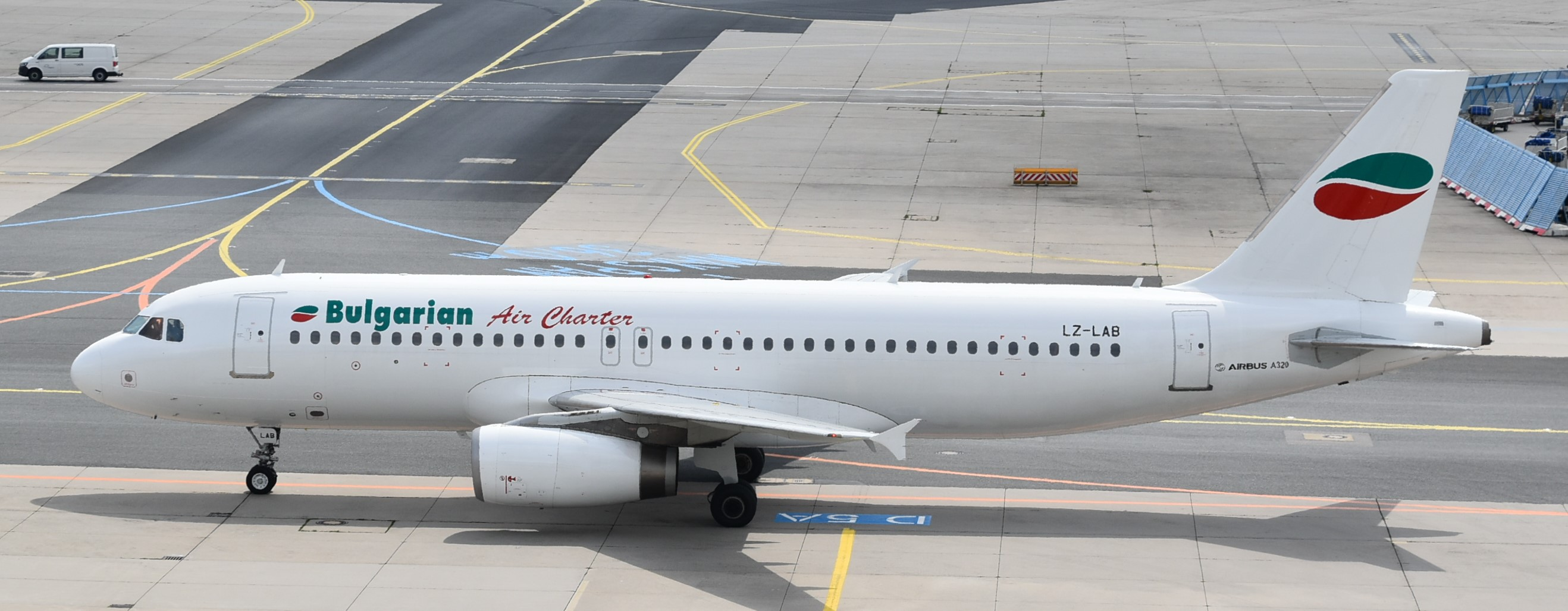
Un Airbus A320 de la compagnie